# カルシウム拮抗剤
カルシウム拮抗剤（カルシウムきっこうざい、英: calcium channel blocker, CCB）とは、血管の平滑筋にあるカルシウムチャネルの機能を拮抗（阻害）し、血管拡張作用を示す薬剤のこと。適用症例として主に高血圧、狭心症があげられる。

## 概要
カルシウム拮抗剤は、カルシウムを拮抗させる薬剤ではなく細胞膜上のカルシウムチャネルに結合し、細胞内へのカルシウムイオン流入を阻害する薬剤である。「カルシウム拮抗剤」という名称は本来適当でなく「カルシウムチャネル拮抗剤」「カルシウムイオン流入抑制薬」とするべきものであるが、日本においては「カルシウム拮抗剤」の名称が一般的となっている（開発当時は作用機序がわからず、Caイオンによる血管や心筋収縮を用量依存的に抑制し、見掛け上はカルシウムに拮抗した作用であったため「カルシウム拮抗薬」と記載された）。ただ、この一般的な名称のために一部でカルシウムの吸収が阻害される薬剤であるとの誤解がある。
カルシウム拮抗剤は構造上大きく3つに分類される。血管選択性の高いジヒドロピリジン系は、主に高血圧に用いられ高血圧治療の第一選択薬とされ幅広い患者に使用されている。ベンゾチアゼピン系は血管拡張作用は緩徐で比較的弱いが、心拍数抑制作用があり、さらには冠スパズム抑制作用が強いことから狭心症の第一選択薬として使用されている。フェニルアルキルアミン系には刺激生成・伝導系(洞結節・房室結節)の抑制作用が高いことからPSVT（発作性上室性頻拍）や心房細動などの頻脈性不整脈に使用されることが多い。なお、催奇形性の可能性が報告されており、妊婦・妊娠の可能性のある患者には禁忌である。

## 作用機序
カルシウムチャネルはL,T,N,Pなどの多数のサブタイプが知られているが、現在市販されているカルシウム拮抗剤は主にL型カルシウムチャネルを介したカルシウム流入の阻止を行うことでその薬理活性を得ていると考えられている。
作用の違いはL型カルシウムチャネルへの結合部位が異なるためと考えられている。血管への作用は、血管平滑筋細胞へのCaイオン流入抑制に伴う血管の収縮抑制作用であり、平滑筋細胞のある動脈が静脈よりも収縮抑制が強い。また、同じ動脈血管でも末梢血管動脈よりも冠動脈での拡張作用が高い。ジヒドロピリジン系カルシウム拮抗剤は、腎臓では輸入細動脈の拡張を行うため、糸球体内圧を上昇させる可能性があり、腎硬化症の進展予防としてはACE阻害薬に劣ると考えられている。心臓では洞房結節の興奮頻度の減少や房室結節の伝導抑制が効果があることが知られているが、ジヒドロピリジン系カルシウム拮抗剤は、血管選択制が高く臨床用量での効果はほとんど期待できず、血管拡張作用に伴う圧受容体反射に伴い心拍数上昇が見られることがある。
なお、バルプロ酸（デパケン）はT型カルシウムチャネルに作用する抗てんかん薬である。

## 主な副作用
- 血管拡張による：顔面紅潮、頭痛、熱感（ほてり）、下肢浮腫（むくみ）
- 過度の降圧による：低血圧（めまい）
- 心刺激生成（洞結節）・伝導系（房室結節）の抑制による：徐脈、房室ブロック（ベラパミル、ジルチアゼム）
- 原因不明：歯肉腫脹（薬物性歯肉増殖症）[1]

## 分類

### ジヒドロピリジン系
ニフェジピン（アダラートなど）やニカルジピン（ペルジピンなど）やアムロジピン（アムロジンやノルバスク）が含まれる分類である。ジヒドロピリジン系はL型カルシウムチャネルのN部位（NifedipinのN）に結合する。血管拡張作用、降圧作用が強く、心筋への作用がほとんどない。高血圧や狭心症でよく用いられる。陰性変力作用や抗不整脈作用はほとんどないと考えられている。ニフェジピンは作用発現が早すぎて、心拍数の上昇が認められることがあったが、アダラートLなどは徐放剤とすることでその問題点を克服している。
アダラートカプセルは徐放剤ではないため高血圧緊急症における迅速な降圧の際に用いられ、20分程度で降圧効果を得ることができるのでしばしば使用されたが、現在では使用は推奨されていない。
ニカルジピンは安定した点滴静注が可能であるため、病棟では好まれる。ペルジピンの1アンプルは10 mg/10 mLである。原液のまま使用するのではなく、必ず添付文書どおり希釈して使用する。維持量が2〜10γであるため、体重が50 Kgならば1γは原液で3 mL/hrに相当する。原液2 mL/hrから開始しスケーリング対応で2〜20 mL/hrの範囲で維持することが多い。副作用に頻脈性不整脈があるため心不全を合併している場合は0.5γである1.5 mL/hrという低用量からスタートするのが無難である。また、脳出血急性期で止血が完成していない患者は、使用禁忌である。
以下の、現在までに発売されたジヒドロピリジン系薬剤一覧のように、一般名の末尾に、必ず“ジピン”が付く。
- アムロジピン（アムロジンやノルバスク）
- ニフェジピン（アダラート）
- ニカルジピン（ペルジピン） - 注射剤型がある
- ベニジピン（コニール）
- バルニジピン（ヒポカ）
- ニトレンジピン（バイロテンシン）
- ニソルジピン（バイミカード）
- アゼルニジピン（カルブロック）
- マニジピン（カルスロット）
- エフォニジピン（ランデル）
- シルニジピン（アテレック、シナロング）
- アラニジピン（サプレスタ）
- フェロジピン
- ニモジピン
- クレビジピン
- ラシジピン
- レルカニジピン

### ベンゾチアゼピン系

ジルチアゼムの構造式

ジルチアゼム（ヘルベッサーなど）が含まれる。ジルチアゼムはL型カルシウムチャネルのD部位（diltiazemのD）に結合する。ジヒドロピリジン系の結合するN部位やベラパミルが結合するV（verapamilのV）部位とは異なっており、このことが作用の違いにつながっている。なお、ジヒドロピリジンとはお互いの薬剤の結合を増加するのに対してベラパミルとは結合を阻害する。
心臓の血管（太い冠動脈拡張、抗スパズム）にも抹消の血管（降圧）にも作用する。ただ、降圧作用はマイルドで正常血圧は下げないため、正常血圧の狭心症には第一選択である。冠スパズム性の狭心症で早朝に狭心症発作のある場合は、夕食後もしくは就眠前に100〜200mg経口投与する。
高血圧ではマイルドな降圧、徐脈作用を期待する場合や狭心症や心筋虚血が疑われる患者に1日100〜200mgを経口投与する。
ヘルベッサー注射剤には10mg,50mg,250mgの3剤型がある。房室伝道の抑制、徐脈の作用はベラパミル注射の緩徐bolus投与が主に使用されており、ジルチアゼム注射は日本では余り用いられず、高血圧性緊急症と不安定狭心症時における持続点滴静脈内投与での使用が多い。
PSVTなどの頻脈性不整脈には10mg含有製剤を5%ブドウ糖液10mLに溶解し3分間で靜注する。不安定狭心症や高血圧緊急症には持続静脈内投与され、高血圧性緊急症では5〜15γで不安定狭心症では1〜5γで維持される。使用方法は50mg剤型3Aを5%ブドウ糖液100mlで溶解させると1.5 mg/mLとなる。体重が50 kgの場合は1γが3 mg/hrとなるため2 mL/hrで投与すると1γ投与となる。
ベンゾチアゼピン系とマイナートランキライザーのベンゾジアゼピン系は名称が似ているがまったく異なることに注意。

### フェニルアルキルアミン系

ベラパミルの構造式

ベラパミル（ワソラン）などが含まれる。ベラパミルはL型カルシウムチャネルのV部位に結合する。ジルチアゼムが結合するD部位とは重なっているため併用すると効果が落ちる原因となる。心臓にも血管にも作用するがジルチアゼムと比べて圧倒的に心臓への作用が強い。
心房細動、心房粗動のレートコントロールやPSVTの停止に用いられる。降圧効果もみられるため、PSVTの停止では血圧のモニタリングが重要である。PSVTではワソラン5 mgを5%ブドウ糖液で10 mLとし、4 mL (2 mg) の静注を行い、血圧、心電図を見ながら2分後とに2 mL (1 mg) ずつ追加していく。総量は10 mgを超えないようにする。
また右脚ブロック、左軸偏位型心室性頻拍はベラパミル感受性特発性心室頻拍と言われベラパミルが著効する。

### その他
ベプリジル（ベプリコール）などがある。これはマルチチャネル遮断薬であり抗不整脈薬として用いられることがある。

## 相互作用

### 食品
カルシウム拮抗薬には服用中に特定の食品を摂食した場合、薬剤の作用がより強く現れる現象（相互作用）が知られている。この現象は（解毒酵素）として機能するCYP3A4で代謝される薬剤で多く報告されている。相互作用の原因として、前述のCYP3A4以外に、腸粘膜上皮細胞に見られる低分子排泄ポンプ機構を果汁液中のフラボノイド類が阻害することによって相互作用を起こしている可能性も示唆する報告がある。体内では、「薬の分解が抑えられ薬剤の血中濃度が上昇することにより、血圧が低下し過ぎる」と言う現象が起きる。このため、CYP3A4活性阻害作用を持つフラノクマリン類を多く含むグレープフルーツジュース、ザボン、ブンタン、ナツミカンなどとの飲みあわせは一般的に行うべきではない。同じ柑橘類でも温州みかん、オレンジジュースでは相互作用は起きない。ただし、肝初回通過効果の影響が小さいアムロジピンなど一部の薬剤では、グレープフルーツジュースによるCYP3A4活性阻害作用の影響が比較的少ないことが知られている。

### 薬剤
カナダの研究者により、マクロライド系抗生物質のエリスロマイシン、クラリスロマイシンとの併用で血中濃度が高まり、グレープフルーツ果汁と同様に低血圧や危険なレベルのショックを引き起こす可能性が指摘されている。

## 現在市販されている商品例
- アムロジン（大日本住友製薬）・ノルバスク（ファイザー:一般名ベシル酸アムロジピン）
- コニール（協和発酵キリン）
- ヘルベッサー・R（田辺三菱製薬:一般名ジルチアゼム塩酸塩）
- アダラート・L・CR （バイエル薬品:一般名:ニフェジピン）
- ワソラン（エーザイ：一般名:ベラパミル塩酸塩）
- カルブロック （第一三共）
- アテレック（持田製薬）
- カルスロット（武田薬品工業）
- ランデル（ゼリア新薬工業、塩野義製薬）
- バイロテンシン（田辺三菱製薬:一般名ニトレンジピン）